# 2012年のバレーボール
< 2012年 | 2012年のスポーツ
2012年のバレーボール（2012ねんのバレーボール）では、2012年（平成24年）のバレーボール関連の出来事をまとめる。

## できごと

### 1月
- 7日/8日 -  日本バレーボールリーグ機構のVチャレンジリーグ2011-2012シーズンの女子公式戦6試合が、当初の日程ではひたちなか市総合運動公園体育館で開催される予定であった処、同体育館が東北地方太平洋沖地震による施設の損壊により使用できなくなり、日立オートモティブシステムズ体育館での代替開催に変更。日立オートモティブシステムズ体育館は企業施設のため観客席設置が出来ず、リーグ当局の決定により無観客試合で大会を開催した[1]。
- 7日 - Vチャレンジリーグの東京ヴェルディが試合開始時間に到着できず、没収試合となった[2][3]。
- 7日 - 昨年末に逝去した松平康隆の冥福を祈り、Vリーグ各試合会場で黙祷が捧げられた[4]。
- 9日 - 第64回全日本バレーボール高等学校選手権大会決勝が東京体育館で行われ、男子は大村工業高校（長崎県）が初優勝、女子は東九州龍谷高校（大分県）が4年連続6回目（2009年度迄の高校総体と選手権が兼ねていた時代を含む）でそれぞれ優勝した[5]。
- 1月17日から21日にかけて カメルーンで開催されたロンドンオリンピック男子アフリカ予選でチュニジアが勝ち、2大会ぶり通算6回目のオリンピック出場を決めた[6]。
- 24日 -　日本バレーボールリーグ機構はVリーグ準加盟チームであるJAぎふを、条件付きで2012/13シーズンからV・チャレンジリーグに昇格させることを内定したと発表した[7]。

### 2月
- 韓国のVリーグ男子チーム尚武で八百長問題が発覚し、逮捕者が出る事件に発展した[8][9]。「Vリーグ八百長事件」も参照のこと。
- 2月2日から4日にかけて アルジェリアで開催されたロンドンオリンピック女子アフリカ予選で、開催国アルジェリアが勝ち、2大会連続2回目のオリンピック出場を決めた[10]。
- 26日まで行われた全国6人制バレーボールリーグ総合男女優勝大会決勝リーグで、東部男子は富士通グループ長野が (PDF) 、西部男子は東洋アルミが (PDF) 、女子はJAぎふが (PDF) それぞれ優勝した。

### 3月
- 4日まで行われていたVチャレンジリーグ男子大会でつくばユナイテッドSun GAIAが初優勝した。MVPには加藤陽一が選出された[11]。
- 4日まで行われていたVプレミアリーグ女子大会レギュラーラウンドが終了。上位4チーム（東レ、久光製薬、デンソー、岡山）がセミファイナルラウンドに進出。前回覇者のJTは5位、岡山の4強入りは4年ぶり2回目[12]。
- 9日 - バレーボールアカデミー（NT貝塚ドリームス）が2012年度限りで解散すると報じられた[13]。同アカデミーは、パイオニアの田村翔子らを輩出していた。
- 9日 - 昨年末に死去した松平康隆の「お別れの会」が、東京都港区の青山葬儀所で執り行われた[14]。
- 11日まで行われていたVチャレンジリーグ女子大会が終了し、日立リヴァーレが2年ぶりに優勝。MVPには江畑幸子が選出された[15]。
- 11日まで行われていたVプレミアリーグ男子大会レギュラーラウンドが終了。上位4チーム（東レ、パナソニック、堺、サントリー）がセミファイナルラウンドに進出。JTは7位となり、Vリーグ/プレミアリーグを通し初めてVチャレンジマッチ（入替戦）にまわった[16]。
- 16日～18日 - Vプレミアリーグ男子大会セミファイナルラウンドが、東日本大震災の「復興支援大会」と銘打って岩手県の花巻市総合体育館で開催された[17]。
- 17日 - 第2回全国6人制バレーボールリーグ総合男女優勝大会グランドチャンピオンマッチが行われ、富士通グループ長野が初代チャンピオンになった (PDF) 。
- 19日 - 2012年度の全日本女子登録メンバーが発表され、平井香菜子（久光製薬所属）が初選出された[18]。
- 24日 - Vプレミアリーグ女子大会ファイナルラウンドが行われ、東レ・アローズが2年ぶり4回目の優勝を飾った。MVPには荒木絵里香が選出された[19]。
- 25日 - Vプレミアリーグ男子大会ファイナルラウンドが行われ、パナソニック・パンサーズが2年ぶり3回目の優勝を飾った。MVPには福澤達哉が選出された[20]。
- 30日 - Vリーグ機構は、Vチャレンジリーグ所属の三洋電機レッドソアが5月20日をもって解散することを発表した[21]。
- 30日 - 2012年度の全日本男子登録メンバーが発表され、手塚大（FC東京所属）が初選出された[22]

### 4月
- 1日 - VリーグのVチャレンジマッチ（入替戦）が行われ、男女ともにプレミア勢（男子:JT、大分三好、女子:トヨタ車体、NEC）が残留を決めた。これでVリーグは2011/12シーズンの全日程が終了した。
- 2日 - Vリーグ機構は、Vチャレンジリーグ所属の健祥会レッドハーツが機構を退社すると発表した[23]。今季末でのVリーグ撤退チームは三洋電機レッドソアに続き2チーム目。
- 10日 - パナソニック・パンサーズの清水邦広が、プレミアリーグのセミファイナルラウンド中に右足を痛め、全日本を離脱した[24]。
- 12日 - 日本バレーボール協会は、藤沢市を功労団体表彰した。長年、ビーチバレージャパン大会の開催に尽力したことによる[25]。
- 17日 - Vリーグ機構はサントリーサンバーズに対し、Vリーグ機構規約第19条違反[26] があったとして制裁処分を下す決定を行った[27]。
- 20日 - 全日本女子メンバーの最終予選エントリーメンバーに3名が18日に追加発表されたが、この日ワールドグランプリエントリーメンバーとして5名が追加された。初選出は、長岡望悠、野本梨佳、中村亜友美の3人[28]。
- 24日 - デンソーの櫻井由香が現役引退を発表。長年チームに貢献した功績を称え、5月1日の黒鷲旗大会、大野石油戦が引退試合として行われる[29]。
- 29日 -  ナコンラチャシマで開催されていたAVCアジアクラブ選手権女子大会は、東レ・アローズが日本チームとしては初の準優勝を果たした[30]。

### 5月
- 5日までティフアナで行われていたロンドンオリンピック女子北中米予選でドミニカ共和国が優勝し、8年ぶり2度目のオリンピック出場を決めた[31]。
- 6日まで行われていた第61回黒鷲旗全日本男女選抜バレーボール大会が閉幕し、男子はパナソニックが、女子はJTがそれぞれ優勝した[32]。
- 6日までアンカラで行われていたロンドンオリンピック女子欧州予選でトルコが勝ち、初のオリンピック出場を決めた[33]。
- 9日 - Vリーグ機構はVチャレンジリーグ所属のBefcoビービースターズが、5月10日をもって休部し、機構を脱退すると発表した。今季末のVチャレンジリーグ撤退は3チーム目[34]。
- 13日まで アルゼンチンで行われたロンドンオリンピック男子南米予選で開催国のアルゼンチンが勝ち、2大会ぶり6回目の出場を決めた[35]。
- 27日まで東京（日本）で開催された女子ロンドン五輪世界最終予選大会で、 ロシア・ 韓国・ セルビア・ 日本の4か国が出場権を獲得。過去五輪3連覇の実績がある キューバは敗退した。
- 29日
  - 日本バレーボール協会は規定に基づき、ロンドン五輪出場を決めた全日本女子の選手12名に対し、一人あたり100万円の報償金を贈ることを決定[36]。
  - 国際バレーボール連盟（FIVB）は、27日まで開催されていた女子ロンドン五輪世界最終予選大会での最終順位決定に際し、最終試合の セルビア -  日本戦にて『両国により勝敗の操作がなされたのではないか』という疑問が呈された件に関して魏紀中会長名義で声明を発表し、調査の結果、その事実はなかったことを明らかにすると共に、今後のオリンピック予選の試合形式についてのシステムを再検討することを決定したことを明らかにした[37]。

### 6月
- 10日まで世界各地で行われた男子ロンドン五輪世界最終予選大会で、 セルビア、 オーストラリア、 ブルガリア、 ドイツの4か国が出場を決めた。日本は予選敗退が決まった。
- 22日まで福州市で行われていたビーチバレーアジア大陸カップ（女子）で日本組が準々決勝で敗退し、ロンドンオリンピックへの道が閉ざされた[38]。
- 24日まで行われていたビーチバレーアジア大陸カップ（男子）で、日本組が3-2でオーストラリア組を下し出場枠1を確保した[39]。
- 24日 - この日まで西日本インカレが行われ、男子は東亜大学 、女子は鹿屋体育大学  がそれぞれ優勝した。
- 25日 - 日本バレーボール協会は、ロンドンオリンピックへ出場する女子代表メンバー12人を発表した。竹下佳江や木村沙織が3大会連続で選出された[40][41]。

### 7月
- 1日 - この日まで寧波で行われていたFIVBワールドグランプリで、 アメリカ合衆国が優勝した[42]。
- 1日 - この日まで東日本インカレが行われ、男子は中央大学、女子は嘉悦大学が優勝した[43]。
- 4日 - ロンドンオリンピックビーチバレー 男子日本代表決定戦が行われ、朝日健太郎・白鳥勝浩組が勝ち、2大会連続出場を決めた[44]。
- 8日
  - この日まで行われていたバレーボールワールドリーグで ポーランドが優勝した。日本は16チーム中15位[45]。
  - この日まで行われていたAVCアジアクラブ選手権男子大会は、Al-Arabiが優勝。日本から参加していた東レ・アローズは7位[46]。
- 10日
  - 日本女子代表の木村沙織（東レ・アローズ）が、2012年シーズンよりイスタンブールをホームとするトルコリーグのワクフバンク・テュルクテレコムに移籍することを発表した。契約期間は1シーズン[47][48][49]。
  - 東レ・アローズ (男子)は、所属選手で元日本男子代表だった越谷章が現役を引退し、東レ・アローズ (女子)のコーチに就任することを発表した[50]。
- 24日 - Vリーグ機構は、所属チーム名の変更を発表。阪神デルフィーノが兵庫デルフィーノに[51]、また新規参入するJAぎふをJAぎふリオレーナとする[52]。
- 25日 - 韓国バレーボール連盟は、男子チームソウルドリーム6を存続させる方向と発表。経営母体のウリキャピタルが吸収合併され、存続が危ぶまれていた[53]。

### 8月
- 1日 - 日本シッティングバレーボール協会は、ロンドンパラリンピックに出場する代表チームの愛称を「煌めきJAPAN」（きらめきジャパン）とすると発表[54]。
- 2日 - 平成24年度全国高等学校総合体育大会（インターハイ）男子決勝が行われ、星城高校が4年ぶり2度目の優勝を飾った[55]。
- 7日
  - 平成24年度全国高等学校総合体育大会（インターハイ）女子決勝が行われ、川崎市立橘高等学校が初優勝を飾った[56]。
  - ロンドンオリンピックの女子決勝トーナメントで、全日本女子が中国を破り準決勝に進出した。ベスト4進出は、1988年のソウルオリンピック以来24年ぶり[57]。
- 8日 - ロンドンオリンピックのビーチバレー女子競技で、ミスティ・メイトレーナー/ケリー・ウォルシュ組が優勝し[58]、同競技3連覇を果たした。
- 11日
  - ロンドンオリンピックのインドア女子3位決定戦で全日本女子が3-0で韓国に勝ち、ロサンゼルス大会以来7大会ぶりに銅メダルを獲得した。
  - ロンドンオリンピックのインドア女子決勝でブラジルがアメリカに3-1で勝ち、2大会連続2回目の優勝を遂げた。
- 12日 - ロンドンオリンピックのインドア男子決勝でロシアが3-2でブラジルに逆転勝ち、モスクワ大会（当時：ソビエト連邦）以来8大会ぶり4回目の優勝。ブラジルのアベック優勝はならず。

### 9月
- 7日 - この日までビンフックで行われていた第3回アジアカップ男子大会で、中国がイランを破って優勝。日本は初のメダル獲得[59]。
- 9日
  - この日までVサマーリーグ女子決勝リーグが行われ、NECレッドロケッツが久光製薬スプリングスを破り、2年連続優勝を果たした。MVPには島村春世（NEC）が選出された[60]。
  - 2013年ワールドリーグ予選が行われ、日本はイランに連敗。2013年の同リーグ出場権を失った[61]。
- 16日 - この日までアルマトイにて行われていた第3回アジアカップ女子大会で、タイが中国を破って初優勝[62]。
- 21日 - 国際バレーボール連盟（FIVB）は、アナハイム（カリフォルニア州）で開催された総会にて、魏記中（中国語版）に代わる第4代会長にアリ・グラサ（Ary Graça、）を選出した[63]。
- 24日
  - ビーチバレー選手の朝日健太郎が今月末のツアーをもって現役引退することを発表した[64]。
  - Vリーグ機構は総会を開き、木村憲治会長の再選と、吉原知子（元全日本主将）らを新理事に選出[65]。

### 10月
- 3日 - 日本バレーボール協会（JVA）は、真鍋政義全日本女子監督との契約更新を発表。契約期間については2016年リオデジャネイロオリンピック終了までを基本とする[66]。
- 5日
  - 日本バレーボール協会（JVA）は、植田辰哉全日本男子監督の後任監督を公募すると発表[67]。
  - この日まで行われていたアジアシュニア男子選手権で、日本が大会2連覇。上位4チーム（日本、中国、イラン、インド）が来年の世界ジュニア選手権の参加権を得た[68]。
- 9日 - この日まで行われていたアジアシュニア女子選手権で、中国が大会2連覇。上位4チーム（中国、チャイニーズタイペイ、日本、タイ）が来年の世界ジュニア選手権の参加権を得た[69]。
- 20日 - この日まで 中国の成都にて行われていた第9回アジアユース女子選手権大会で、日本代表が4連覇[70]。
- 23日 - ロンドンオリンピック後にワクフバンク・テュルクテレコム（ トルコ）に移籍した木村沙織が、2012-2013女子欧州チャンピオンズリーグ一次リーグのチューリッヒ（ スイス）戦（イスタンブール）に公式戦初出場し、7得点を挙げるなどしてチームの勝利に寄与した[71]。
- 26日 - Vリーグ機構は、新たなVリーグテーマソングとVリーグアンセムを制作したと発表した[72]。合わせて2012/13Ｖリーグオフィシャル応援アンバサダーにタレントの若狭みなとを起用したと発表[73]。

### 11月
- 1日 - この日まで テヘランで行われていた第9回アジアユース男子選手権大会は、イランが優勝し大会5連覇。上位4チーム（イラン、中国、日本、韓国）が来年の世界ユース選手権の参加権を得た[74]。
- 29日 - JTサンダーズは久保義人監督が体調不良のため休養すると発表。休養期間中は徳元幸人コーチが指揮を執る[75]。

### 12月
- 9日 - 全日本インカレ決勝がとどろきアリーナで行われ、男子は筑波大学、女子は嘉悦大学が優勝した[76]。
- 17日 - 国際バレーボール連盟は、バレーボール・ワールドリーグ2013の出場チーム数を2012年までの16から18に変更すると発表。出場決定戦で敗れた出場国のうち、ランキング上位2チーム（日本、エジプト）が出場する[77]。
- 24日 - 平成24年度天皇杯・皇后杯全日本バレーボール選手権大会決勝戦が行われ、男子はパナソニック・パンサーズ、女子は久光製薬スプリングスが優勝した 。

## 国際大会
- ロンドンオリンピック予選
  - アフリカ
    - 男子 -  チュニジア
    - 女子 -  アルジェリア

  - 北中米
    - 男子 -  アメリカ合衆国
    - 女子 -  ドミニカ共和国

  - ヨーロッパ
    - 男子 -  イタリア
    - 女子 -  トルコ

  - 南米
    - 男子 -  アルゼンチン
    - 女子 -  ブラジル

  - アジア（兼世界最終予選）
    - 男子 -  オーストラリア
    - 女子 -  日本
- ロンドンオリンピック世界最終予選
  - 男子
    -  セルビア、 ドイツ、 ブルガリア

  - 女子
    -  ロシア、 韓国、 セルビア
- AVCアジアクラブ選手権女子大会 決勝
  -  天津ブリヂストン 3 - 2  東レ・アローズ
- ワールドグランプリ
  - 優勝 -  アメリカ合衆国
- ワールドリーグ
  - 優勝 -  ポーランド
- ロンドンオリンピック
  - 男子決勝  ロシア 3 - 2  ブラジル
  - 女子決勝  ブラジル 3 - 1  アメリカ合衆国

## 国内大会

### 日本
- 高校選手権
  - 男子決勝 大村工（長崎）　3 - 2　創造学園（長野）（初優勝）
  - 女子決勝 東九州龍谷（大分）　3 - 0　氷上（兵庫）（4年連続6回目）
- 2011/12プレミアリーグ
  - 男子決勝 パナソニック・パンサーズ 3 - 0 東レ・アローズ
  - 女子決勝 東レ・アローズ 3 - 0 久光製薬スプリングス
- 2011/12チャレンジリーグ
  - 男子優勝 つくばユナイテッドSun GAIA（初優勝）
  - 女子優勝 日立リヴァーレ
- 第61回黒鷲旗全日本選抜
  - 男子決勝 パナソニックパンサーズ 3 - 0 FC東京
  - 女子決勝 JTマーヴェラス 3 - 1 東レ・アローズ
- インターハイ
  - 男子決勝 星城高校 3 - 1 大村工業高校
  - 女子決勝 川崎橘高校 3 - 1 鹿児島女子高校
- 国体（第67回国民体育大会）
  - 成人男子決勝 愛知県（豊田合成トレフェルサ） 3 - 0 新潟県
  - 成人女子決勝 佐賀県（久光製薬スプリングス） 3 - 0 滋賀県（東レ・アローズ）
  - 少年男子決勝 愛知県 3 - 0 大阪府（大塚高校）
  - 少年女子決勝 長崎県（九州文化学園高校） 3 - 0 山口県（誠英高校）
- 全日本バレーボール大学男女選手権大会
  - 男子決勝 筑波大学 3 - 0 慶應義塾大学
  - 女子決勝 嘉悦大学 3 - 1 日本体育大学
- 平成24年度天皇杯・皇后杯全日本選手権
  - 男子決勝 パナソニック・パンサーズ 3 - 2 東レ・アローズ
  - 女子決勝 久光製薬スプリングス 3 - 1  東レ・アローズ

### 韓国
- Vリーグ優勝決定戦（5戦3勝先勝式）
  - 男子：サムソン火災ブルーファングス（3勝1敗）- 大韓航空ジャンボス（1勝3敗）
  - 女子：KGC人参公社（3勝2敗）- 現代建設ヒルステート（2勝3敗）

## 死去
- 2月26日 - 米田一典（V・チャレンジリーグ仙台ベルフィーユ監督、元全日本女子監督 * 1950年）
- 3月2日 - ベラ・ドユノワ（ロシア語: Дуюнова, Вера Илларионовна）、ソビエト連邦の元バレーボール選手、1968年メキシコシティーオリンピック＆1972年ミュンヘンオリンピック金メダル獲得者、ウズベキスタンオリンピック委員会副会長（* 1945年）[78]
- 3月24日 - ヴィゴール・ボボレンタ（元バレーボールイタリア男子代表 * 1974年）
- 7月2日 - 小山勉（元バレーボール協会専務理事、元全日本男子監督）* 1936年）[79]
- 8月29日 - セルゲイ・オフチニコフ（ロシア連邦のバレーボール指導者、バレーボールロシア女子代表監督、* 1969年）[80]
- 9月24日 - 岩田三郎（元日本鋼管女子バレーボール部監督、元早稲田大学女子バレーボール部監督）[81]